# Pedro Lopes Vieira
Pedro Lopes Vieira (Atalaia, 9 de julho de 1889 — Florianópolis, 30 de agosto de 1959) foi um político brasileiro.
Filho de Joaquim Albuquerque Vieira e de Maria Lopes Vieira.
Foi deputado à Assembleia Legislativa de Santa Catarina na 1ª legislatura (1947 — 1951).
Sepultado no Cemitério do Hospital de Caridade de Florianópolis.